# Йодидна кислота
Йодидна кислота — кислота з формулою HI. Сильна (сильніша, ніж HCl, та HBr) одноосновна, безоксигенова кислота. Є водним розчином йодоводню. Утворює солі - йодиди. Чиста кислота - безбарвна, але під дією світла, внаслідок окиснення та виділення йоду, набуває жовтого чи бурого кольору.

## Отримання
Отримують взаємодією водню з йодом. Але ця реакція ніколи не відбувається повністю:
{\displaystyle {\ce {I_2 + H_2 -> HI}}}

## Хімічні властивості
Під дією світла на повітрі швидко окиснюється:
використовується для виробництва багатьох відомих ліків зі вмістом йоду
{\displaystyle {\ce {4HI + O_2 ->[{hν}] 2H_2O + 2I_2}}}